# District de Buzi
Le district de Buzi est une subdivision administrative de la province de Sofala au nord du Mozambique. En 2007, sa population est de 159 614 habitants.

## Source de la traduction
- (en) Cet article est partiellement ou en totalité issu de l’article de Wikipédia en anglais intitulé « Buzi District » (voir la liste des auteurs).